# St.-Katharinen-Kirche (Suderbruch)

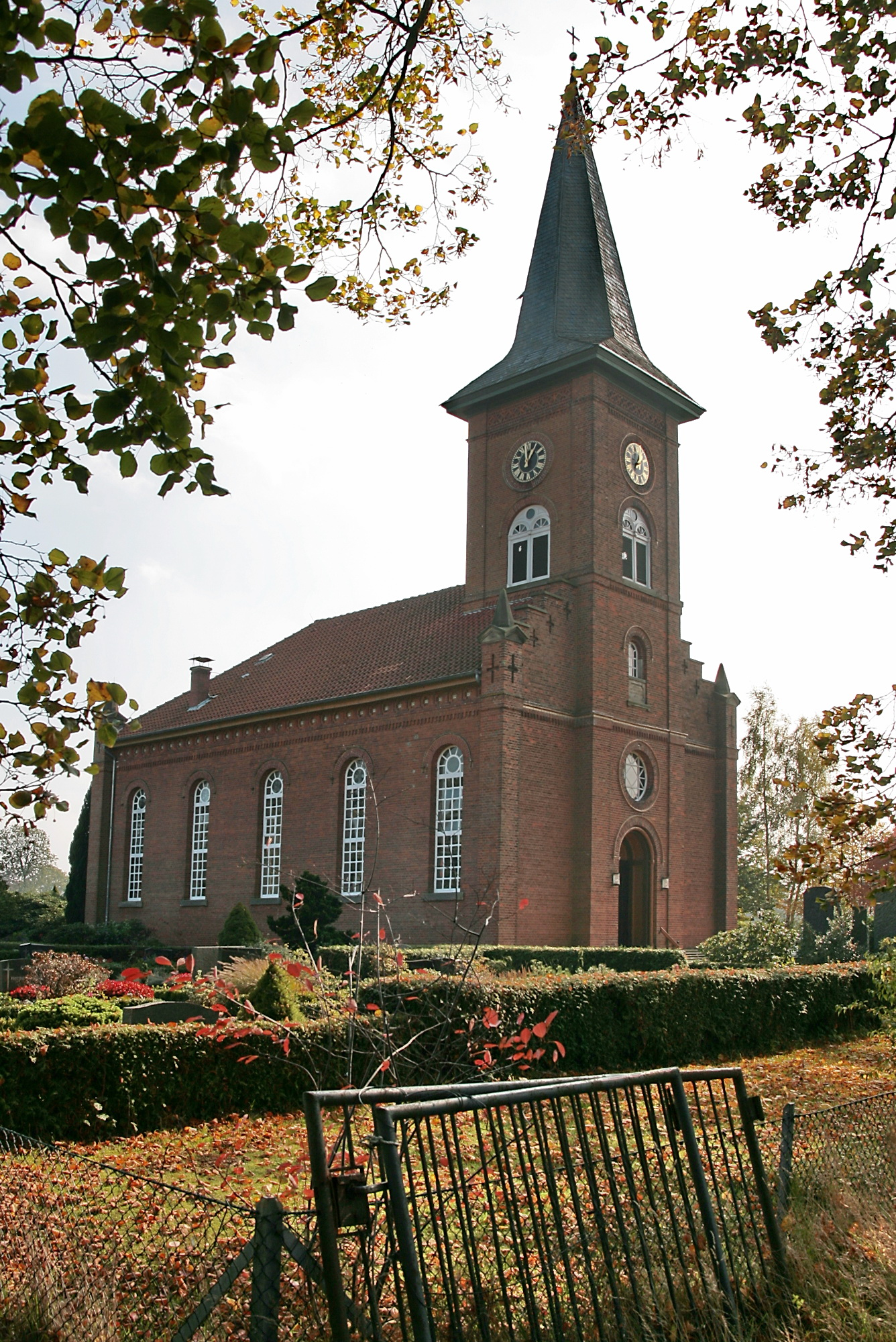
St.-Katharinen-Kirche

Die evangelisch-lutherische denkmalgeschützte St.-Katharinen-Kirche steht auf dem Kirchfriedhof von Suderbruch, einem Ortsteil der Gemeinde Gilten im Landkreis Heidekreis in Niedersachsen. Die Kirchengemeinde gehört zum Kirchenkreis Walsrode im Sprengel Lüneburg der Evangelisch-lutherischen Landeskirche Hannovers.

## Beschreibung
Bereits 1194 wird in einer Urkunde des Pfalzgrafen Heinrich eine Kirche erwähnt. Eines der Mosaikfenster der heutigen Kirche wurde nachweislich aus der Vorgängerkirche übernommen, die um 1600 erbaut wurde. An Stelle dieser früheren Fachwerkkirche, die als baufällig abgerissen wurde, erbaute Ludwig Hellner 1851 eine Saalkirche im Rundbogenstil. Sie hat im Westen einen Fassadenturm, in dem eine 1875 gegossene Kirchenglocke hängt, und im Osten eine dreiseitige abgeschlossene Apsis. 
Der Innenraum der Kirche wirkt durch das weitgespannte Gewölbe und die großen Klarglasfenster sehr hell. Die Kirchenausstattung stammt aus der Bauzeit. Die Orgel mit elf Registern, einem Manual und einem Pedal wurde 1854 von Philipp Furtwängler & Söhne gebaut, 1939 von Paul Ott umgebaut und 2006 von Feopentow Orgelbau restauriert.